# Sanskryt wedyjski
Sanskryt wedyjski – wymarły język z grupy indoaryjskiej języków indoeuropejskich. Jest to najstarsza postać języka staroindyjskiego – sanskrytu, używana w okresie od XV do V wieku p.n.e. Z niego wywodzi się sanskryt klasyczny. Nazwa pochodzi od Wed, zbioru tekstów indyjskich, której najstarsza część, Rygweda (1500–1200 r. p.n.e.), została spisana właśnie w tym języku. Tym samym są to jedne z najstarszych zapisów języków indoeuropejskich.
Język wedyjski jest blisko spokrewniony z językiem awestyjskim, najstarszym zachowanym językiem irańskim.